# پیتر پوتاموس
پیتر پوتاموس (انگلیسی: Peter Potamus) یا ماجراهای پیتر پوتاموس (انگلیسی: The Peter Potamus Show) نام یک مجموعهٔ تلویزیونی کارتونی آمریکایی و محصول هانا-باربرا است که نخستین بار در ۱۶ سپتامبر ۱۹۶۴ میلادی منتشر شد و از سه قسمت مجزا تشکیل شده بود: «پیتر پوتاموس»، «بریزلی اسنیزلی» و «ییپی، یاپی و یاهوئی»
پیتر پوتاموس یک اسب آبی انسان‌وارهٔ عظیم‌الجثه و ارغوانی‌رنگ و خوش‌برخورد بود که قهرمان اصلی این مجموعه است و به همراه دستیار و دوستش که یک میمون به نامِ «سو-سو» (So-So) است، با استفاده از یک بالن، در زمان سفر می‌کنند و به مکان‌های گوناگون در جهان می‌روند. او در مواجهه با افراد خطرناک، از تکنیک منحصربه‌فردش به نام «هایپو هاریکین هالر» استفاده می‌کند تا آنها را براند.